# Armes chimiques dans la guerre du Rif
Entre 1921 et 1927, lors de la troisième guerre du Rif au protectorat espagnol au Maroc, l'armée espagnole d'Afrique a utilisé des armes chimiques afin d'écraser la rébellion berbère rifaine menée par Abdelkrim al-Khattabi, chef de la guérilla.
Lors de ce conflit, du gaz moutarde a été largué par avions dans le Rif en 1924, un an avant la signature du protocole de Genève « concernant la prohibition d'emploi à la guerre de gaz asphyxiants, toxiques ou similaires et de moyens bactériologiques ». Le gaz a été produit à La Marañosa, près de Madrid, par la Fabrica Nacional de Productos Quimicos, une entreprise mise sur pied avec l'aide du chimiste allemand Hugo Stoltzenberg, impliqué dans les activités d'armement chimique du gouvernement allemand au début des années 1920.

## Sources et preuves
Bien que les bombardements espagnols soient dissimulés, certains témoins de l’aviation militaire espagnole évoquent le largage de gaz toxiques par des avions et de sa conséquence sur les champs du Rif. C'est le cas de Pedro Tonda Bueno dans son autobiographie La vida y yo (La vie et moi) publiée en 1974, ou du pilote Ignacio Hidalgo de Cisneros, dans son récit autobiographique Cambio de rumbo (Changement de cap).
Plusieurs années plus tard, en 1990, deux journalistes et enquêteurs allemands, Rudibert Kunz (en) et Rolf-Dieter Müller, prouvent à l'aide de méthodes scientifiques que des attaques chimiques ont bien eu lieu dans leur ouvrage Giftgas Gegen Abd El Krim: Deutschland, Spanien und der Gaskrieg in Spanisch-Marokko, 1922-1927 (Gaz toxiques contre Abd El Krim: Allemagne, Espagne et la Guerre du gaz au Maroc espagnol, 1922-1927). L’historien britannique Sebastian Balfour, de la London School of Economics, après avoir étudié de nombreuses archives espagnoles, françaises et britanniques, confirme dans son livre Deadly Embrace l’usage massif d'armes chimiques. D’après ses recherches, les militaires espagnols avaient pour stratégie de choisir des zones fortement peuplées comme cibles. Une preuve supplémentaire est retrouvée dans le télégramme d’un officiel britannique, H. Pughe Lloyd, au ministre de britannique de la Guerre.

## Contexte
Pour Sebastian Balfour, c’est une volonté de revanche face à la défaite de l’armée espagnole d'Afrique et leur recrues marocaines, les Regulares, à la bataille d'Anoual le 22 juillet 1921 qui a motivé les attaques chimiques.
La défaite espagnole, ce désastre d’Anoual, avec ses 13 000 soldats espagnols et coloniaux morts, d'après le compte officiel, conduit à une crise politique majeure et une redéfinition de la politique coloniale espagnole dans la région du Rif. La crise politique conduit Indalecio Prieto à déclarer au Congrès des députés : « Nous sommes à la période la plus aiguë de la décadence espagnole. La campagne d’Afrique est un échec total, absolu et sans circonstance atténuante de l’armée espagnole ».
En réponse, le ministère de la Guerre ordonne la création d’une commission d'enquête, dirigée par le respecté général Juan Picasso González, qui conduit finalement à la rédaction du rapport Expediente Picasso. Malgré la mise en évidence de nombreuses erreurs militaires, le rapport ne montre pas de responsabilité politique pour la défaite, en raison de l’obstruction de divers ministres et juges. L’opinion publique, quant à elle, blâme largement le roi Alfonso XIII, qui, d'après plusieurs sources, encouragea le général Manuel Fernández Silvestre à pénétrer plus loin dans le territoire marocain, loin de Melilla, sans assurer ses arrières.
Par ailleurs, avant même l'utilisation d’armes chimiques, l’armée espagnole a recours à des méthodes de répression brutales, qui dans certains cas incluent la décapitation, après ses défaites initiales lors de la guerre de Mélilla en 1909.

## Utilisation d'agents chimiques
L’Espagne, face à la rébellion du Rif, est l’une des premières puissances à utiliser des armes chimiques contre la population civile. Entre 1921 et 1927, l’armée espagnole utilise sans distinction du phosgène, du diphosgène, de la chloropicrine et du gaz moutarde (connu sous le nom d’Iperita en espagnol),. Les populations civiles, les marchés et les rivières sont des cibles courantes. Dans un télégramme du Haut Commissaire du Protectorat espagnol au Maroc Dámaso Berenguer le 12 août 1921 au ministre de la guerre espagnol, Berenguer déclare: « J’ai toujours été réfractaire à l'utilisation de gaz asphyxiants contre les indigènes mais après ce qu’ils ont fait, et leur conduite déloyale et trompeuse, je dois les utiliser avec un plaisir réel. »
L’Espagne demande le 21 août 1921, via le chimiste Hugo Stoltzenberg, à l’Allemagne de lui livrer du gaz moutarde, bien qu’il soit interdit à cette dernière d’en produire depuis le traité de Versailles de 1919. La société Stoltzenberg est à cette date impliquée dans le démantèlement et le nettoyage du polygone chimique de Breloh dans la municipalité de Munster (Örtze). En juin 1922, à Melilla, un atelier de fabrication d’obus toxiques chargés en phosgène et chloropicrine était créé avec l’appui technique de la société Schneider. Le 20 décembre 1923, l’Allemagne signa avec l’Espagne une convention secrète portant sur la vente d’ypérite. Deux semaines après, un navire débarqua dans le port de Melilla des experts militaires allemands et plusieurs centaines de bidons d’ypérite. Des bombes aériennes à chargement chimique furent aussi fournies par l’Allemagne. La société Stolzenberg participa à la réalisation de l’usine de production d’agents chimiques de guerre de La Marañosa (Fabrica Nacional de Productos Quimicos). D’autres usines furent aménagées par la suite à Guadalajara, Fix, Grenade et Majorque  produisant plus de 400 tonnes d’agents chimiques (ypérite, chloropicrine et phosgène) mais ces munitions étaient appelées” bombes spéciales” ou” bombes X” afin de conserver le secret et de dissimuler la véritable nature de ces armes
Le premier rapport d'utilisation d'armes chimiques contre la population du Rif est un article du 27 novembre 1921 du quotidien francophone La Dépêche marocaine publié à Tanger,. Juan Pando est le seul historien espagnol à confirmer l'usage du gaz moutarde, débutant en 1923. Le journal espagnol La Correspondencia de España publie le 16 août 1923 un article intitulé Cartas de un soldado (Lettres d'un soldat) qui soutient l’usage de gaz moutarde.
Le général d'aviation Ignacio Hidalgo de Cisneros déclare dans son livre autobiographie Cambio de rumbo qu'il est le premier aviateur à avoir lâché une bombe de 100 kg de gaz moutarde d'un avion Farman F.60 Goliath durant l'été 1924. Ce sont environ 127 chasseurs et bombardiers qui volent lors de cette campagne, lâchant près de 1 680 bombes chaque jour. Treize de ces avions sont stationnés à la base aérienne militaire de Séville. Le gaz moutarde est quant à lui issu de stocks allemands et livré à Melilla avant d'être embarqué sur les avions Farman F.60 Goliath.

## Conséquences

### Effets pour la santé
L’Association pour la Défense des Victimes de la guerre du Rif considère en 2002 que les effets toxiques sont toujours sentis dans la région. Cependant, aucune étude scientifique n’a prouvé à l'heure actuelle de relation entre l'utilisation d'armes chimiques et le taux important de cancer dans la région du Rif.

### Reconnaissance
Le 14 février 2007, le parti catalan Esquerra Republicana de Catalunya propose un projet de loi au Congrès des députés demandant que l'Espagne reconnaisse l'utilisation « systématique » d'armes chimiques contre la population des montagnes du Rif. Le projet est rejeté par 33 votes du Parti socialiste ouvrier au pouvoir et l'opposition de droite du Parti populaire, formant ainsi une majorité du Parlement espagnol.
Par ailleurs certaines voix s'élèvent au Maroc pour réclamer cette reconnaissance officielle. Ainsi le député marocain Abdelhak Amghar, de l'USFP, a plusieurs fois réclamé que la France admette une part de responsabilité dans l'utilisation d'armes chimiques au Rif,.

### Note
1. ↑  Troupes d'infanterie et de cavalerie de l’armée espagnole recrutées au Maroc. Elles étaient composées de volontaires marocains encadrés par des officiers espagnols, et jouèrent un rôle important dans la Guerre d'Espagne
2. ↑  Estamos en el periodo más agudo de la decadencia española. La campaña de África es el fracaso total, absoluto, sin atenuantes, del ejército español.
3. ↑  Du français Ypérite, en référence à Ypres. Voir Daniel Riche, La Guerre Chimique et Biologique, Paris, Belfond, 1982, 309 p. (ISBN 978-2-7144-1518-9 et 0-19-925296-3, BNF 34769543), p. 104
4. ↑  Siempre fue refractario al empleo de gases asfixiantes contra estos indígenas, pero después de lo que han hecho, y de su traidora y falaz conducta, he de emplearlos con verdadera fruición.